# Mid-Atlantic Regional Spaceport

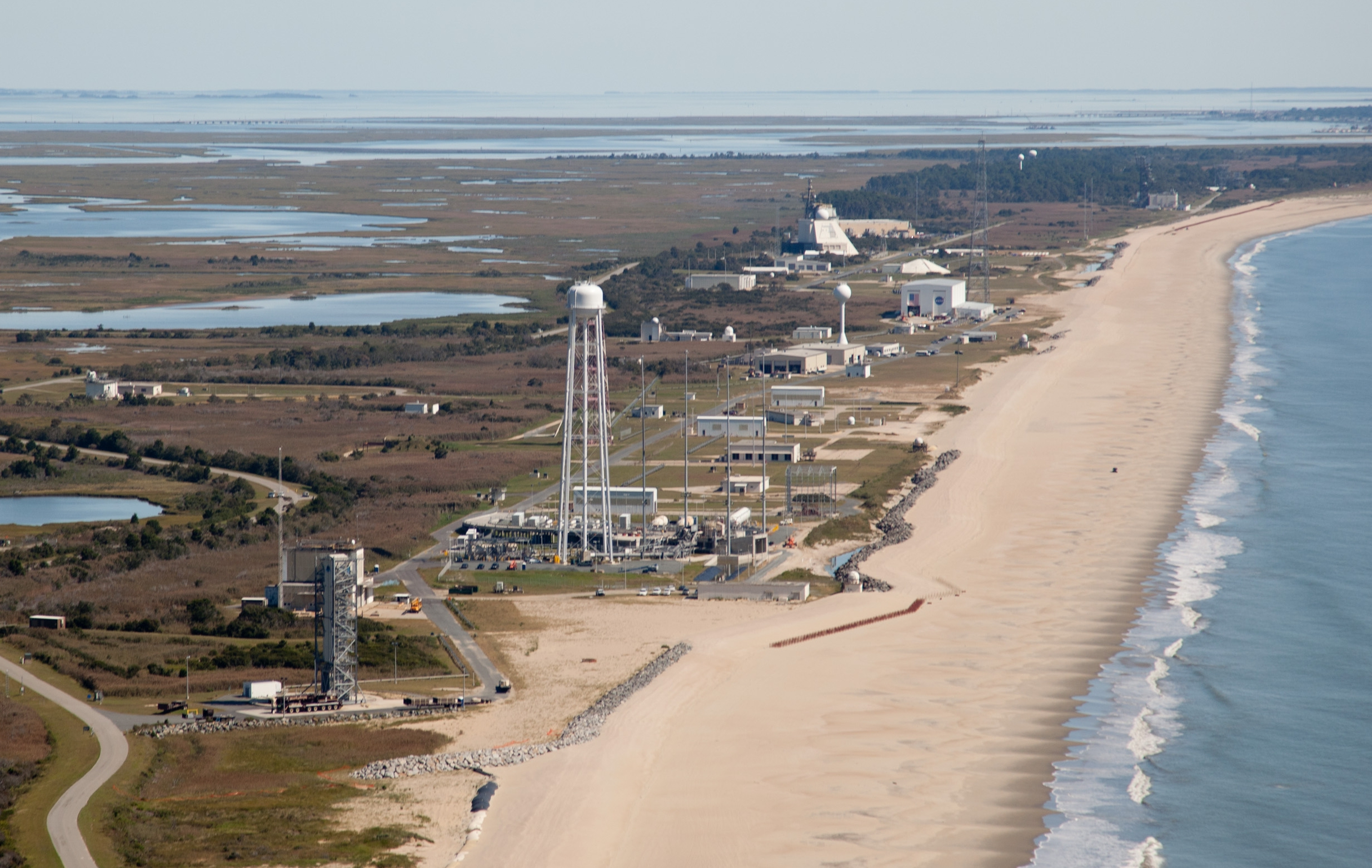
O Mid-Atlantic Regional Spaceport e a Wallops Flight Facility em Setembro de 2012.

O Mid-Atlantic Regional Spaceport (MARS) é um centro de lançamento comercial de foguetes, localizado na parte Sul da Wallops Flight Facility da NASA, na Península de Delmarva Sul de Chincoteague, Virgínia.
O Mid-Atlantic Regional Spaceport possui duas plataformas de lançamento ativas. Uma terceira foi proposta mas nunca construída.

## Plataforma 0A
A plataforma 0A (LP-0A), foi construída para o foguete Conestoga, que fez o seu único voo em 1995. Ela foi demolida em Setembro de 2008, e agora está sendo reconstruída para ser usada pelo foguete Antares da Orbital Sciences Corporation. As modificações para o foguete Antares incluíram a construção de um prédio para integração horizontal do foguete lançador com a carga útil e um sistema de transporte e elevação sobre rodas que vai conduzir e elevar o foguete na plataforma cerca de 24 horas antes do lançamento.

## Plataforma 0B
A plataforma 0B (LP-0B), se tornou operacional em 1999, e foi em seguida melhorada com a construção de uma Torre Móvel de Integração, que ficou pronta em 2004. Depois disso, sofreu um processo de melhoria em vários outros aspectos para se adequar ao lançamento da missão Lunar Atmosphere and Dust Environment Explorer, ocorrido em meados de 2013. Ela permanece ativa, e atualmente é usada pelos foguetes Minotaur.